# Alb (strugure)
Alb este un vechi soi românesc de struguri.